# Javier Eraso
Javier Eraso Goñi (Pamplona, 22 maart 1990) is een Spaans voetballer die doorgaans als centrale middenvelder speelt. Hij verruilde Athletic Bilbao in juli 2017 transfervrij voor CD Leganés.

## Clubcarrière
Eraso is afkomstig uit de jeugdopleiding van Athletic Bilbao. Gedurende het seizoen 2008/09 speelde hij 22 competitiewedstrijden voor CD Baskonia. Eén jaar later maakte de middenvelder de overstap naar Bilbao Athletic, waar hij in vier seizoenen elf doelpunten maakte in 108 competitieduels. In 2013 trok Eraso naar CD Leganés, waar hij in twee seizoenen zestien doelpunten maakte in 81 competitieduels. Op 31 mei 2015 maakte hij een hattrick tegen FC Barcelona B. Op 1 juli 2015 keerde Eraso terug bij Athletic Bilbao, waar hij het rugnummer vijf kreeg toegewezen.

## Erelijst
| Supercopa de España | 1x | 2015 |